# Hofje van Splinter
Een van de bekendste Alkmaarse hofjes is het Provenhuis van Margareta Splinter aan het Ritsevoort. Veel Alkmaarse stadswandelingen voeren langs dit hofje.  
De stichtster van het hofje, Margareta Splinter, was van zeer goede komaf. Haar vader was schatkistbewaarder van de Staten Generaal, een neef van haar was burgemeester van Den Haag. Waarschijnlijk is Margareta in Alkmaar geboren. Na een eerder huwelijk, trouwde ze in 1613 met  Floris van Jutphaas, een hoge beroepsmilitair. Zij bleef in Alkmaar wonen, hij reisde steeds met de legers mee. Hij overleed in 1644 en Margareta in 1645. 
Een portret van Margaretha bevindt zich nu in het Stedelijk Museum Alkmaar. Margareta was kinderloos en had al voor de dood van haar man besloten dat ze een hofje wilde stichten. In haar testament legde ze vast dat het bedoeld was voor acht ongetrouwde dames zonder kinderen, die tot armoede waren vervallen. 
Het hofje (ook hier sprak men van ‘provenhuis’)  is 1646 nieuw gebouwd. In 1648 betrokken de eerste bewoonsters het nieuwe hofje. Bij Splinter lag het bedrag van de gratis ‘prove’ voor de bewoonsters een stuk hoger dan bij de andere hofjes. De dames kregen een ‘prove’ van 100 gulden per jaar. Het gratis wonen en de royale uitkering vergoelijkten veel, want het leven in het hofje was strikt gereglementeerd. Tegenwoordig betalen de bewoonsters gewoon huur; proven worden al sinds 1948 niet meer verstrekt. 
Vanouds werd het hofje bestuurd door een college van regenten. Margareta had in haar testament bepaald dat onder meer de familie Van Foreest er zitting in moest hebben. Nog steeds is dit het geval en wordt er recht gedaan aan het testament van Margareta uit 1645.
Het Hofje van Splinter bezit een portret van Margaretha Splinter uit 1632 welke sinds 1902 in bruikleen is gegeven aan het Stedelijk Museum Alkmaar. Het portret, ooit toegeschreven aan Cesar van Everdingen, hangt op zaal en is te zien op de beeldbank.

## Indeling
Opvallend aan de voorgevel is de gevelsteen, die al bij de stichting van hofje in 1646 is aangebracht. Op de steen zien we een vrouw met ontblote borsten en blote voeten. Nee, het is geen portret van de stichteres! Mogelijk moet het beeld ‘de Gunst’ voorstellen. De vrouwenfiguur draagt een wapenbord met daarop een familiewapen van haar echtgenoot, Floris van Jutphaas. Oorspronkelijk droeg ze het wapen van Margaretha Splinter, maar tijdens de Franse overheersing is het wapenschild van Margaretha Splinter verwijderd. Nadien is de gevelsteen hersteld en is deze waarschijnlijk "per ongeluk" opgesierd met het familiewapen van Jutphaes van Wijnestein. 
Na entree door de deur aan het Ritsevoort loopt een overdekte, met klinkers bestrate gang langs een langgerekt pand. De hofjeshuizen komen erop uit. Na een tweede poortje komt men in een besloten tuin, voorzien van een halfopen galerij, gebouwd op houten zuilen. Aan de tuin grenst het washok, waar eeuwenlang het enige toilet van het hofje te vinden was. Het hofje bood vroeger ruimte aan acht woningen; sinds een doorbraak in de jaren tachtig, zijn het er nog zeven. 